# Jičín Airport
Jičín Airport (tjeckiska: Letiště Jičín) är en flygplats i Tjeckien.   Den ligger i regionen Hradec Králové, i den centrala delen av landet, 70 km nordost om huvudstaden Prag. Jičín Airport ligger 262 meter över havet.
Terrängen runt Jičín Airport är platt åt sydväst, men åt nordost är den kuperad.Runt Jičín Airport är det ganska glesbefolkat, med 34 invånare per kvadratkilometer. Närmaste större samhälle är Jičín, 1,7 km öster om Jičín Airport. Trakten runt Jičín Airport består till största delen av jordbruksmark.